# رايثيون 9
رايثيون 9 هي مجموعة من النشطاء المناهضين للحرب من تحالف ديري المناهض للحرب الذي تسبب في أضرار كبيرة لمصنع رايثيون في ديري في أيرلندا الشمالية. هؤلاء التسعة هم: كولم برايس وغاري دونيلي وكيران غالاغير ومايكل غالاغير وشون هيتون وجيمي كيلي وإيمون ماكان وبادي مديد وإيمون أودونيل.
بناء على معلومات تفيد بأن صواريخ رايثون تساعد بنشاط في غزو إسرائيل للبنان وعلاوة على ذلك تم إنشاء هذه الصواريخ في مصنع رايثون في ديري وأجبر هؤلاء الناشطين التسعة على الدخول إلى مكاتب رايثون في ديري في 9 أغسطس 2006 ودمروا أجهزة الكمبيوتر والوثائق و الكمبيوتر الرئيسي للمكتب وشرعوا في احتلاله لمدة ثماني ساعات قبل اعتقالهم. رايثيون نفسها لم تصدر بيانا صحفيا عن أعمال رايثيون 9. عندما عاد موظفو رايثيون إلى المكاتب زعموا أن بعض مكاتبهم قد تم التبول عليها وكان طغى أيضا البراز البشري عليهم.

## الانتقاد المحلي
قال مارك دوركان عضو الحزب الاشتراكي العمالي في برلمان المملكة المتحدة في المدينة أن المتظاهرين يعرضون استثمارات الشركات الأمريكية المستقبلية للخطر.

## المحاكمة
اتهم النشطاء بأضرار إجرامية. بدأت محاكمة ستة من المتهمين في 19 مايو 2008 في محاكم لاغانزيد في بلفاست. ثبت أن مكان مذنب بسرقة قرصين حاسوبيين وبرئت الجميع من التهم الأخرى وتبرئة الخمسة الآخرون من جميع التهم.